# Saint John (New Brunswick)
Saint John (Frans: Saint-Jean) is de grootste stad van de Canadese provincie New Brunswick.
De stad zelf telde in 2006 68.043 inwoners, de agglomeratie had 122.389 inwoners. De naam van de stad wordt nooit afgekort om verwisseling met St. John's in een andere Canadese provincie Newfoundland en Labrador te voorkomen.
De stad ligt aan de Fundybaai en wordt door de rivier de Saint John in tweeën gedeeld. In de monding van de rivier ligt Partridge Island, een voormalig quarantaine-station voor immigranten.
Saint-John werd in 1631 gesticht door Franse kolonisten. Het was de eerste officiële stad in Brits Noord-Amerika in 1785.
De stad is de zetel van het rooms-katholieke bisdom Saint John.

## Geboren in Saint John
- Walter Pidgeon (1897-1984), Canadees-Amerikaans acteur
- Donald Sutherland (1935-2024), acteur
- Jeff Smith (1975), darter

## Externe links

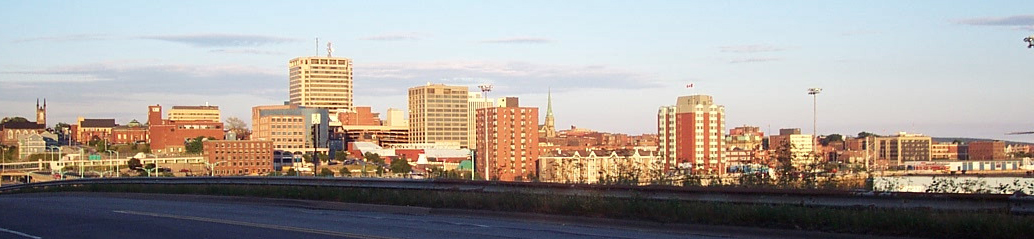
Skyline Saint John